# 정읍역
 정읍역(Jeongeup station, 井邑驛)은 대한민국 전북특별자치도 정읍시 서부산업도로에 있는 호남선, 호남고속철도, 수도권고속철도의 철도역이다. 대다수의 KTX, SRT 열차의 선택 정차역이며 이 외에 모든 일반열차가 필수정차한다. 2013년 2월 28일 선상 역사 준공 및 동서지하차도 개통과 함께 환승 체계를 구축하면서 이용객 확보, 내장산·서해안 관광객 증가로 여행의 중심지 및 교통의 중심지이다.

## 역사
- 1912년 12월 1일 : 보통역으로 영업 개시[1]
- 1926년 12월 5일 : 맞이방 광장 증축
- 1965년 5월 14일 : 역사 신축 착공
- 1965년 7월 2일 : 역사 신축 준공
- 1971년 9월 10일 : 민수용 무연탄도착화물취급역 지정[2]
- 1977년 8월 5일 : 민수용 무연탄도착화물취급역 지정 취소[3]
- 1982년 7월 1일 : 정주역으로 역명 변경[4]
- 1985년 12월 17일 : 구 역사 신축 준공
- 1995년 1월 10일 : 정읍역으로 역명 변경[5]
- 2004년 4월 1일 : KTX 운행 개시
- 2006년 5월 1일 : 소화물 취급 중지
- 2010년 9월 1일 : 화물 취급 중지[6]
- 2013년 6월 26일 : 신 역사 신축 착공[7]
- 2015년 2월 13일 : 호남고속철도 역사 사용개시 고시[8]
- 2015년 4월 2일 : 호남고속선 개통
- 2015년 9월 30일 : 신 역사 준공[7]
- 2016년 12월 9일 : SRT 및 누리로 운행개시
- 2019년 9월 16일 : 서대전 경유 KTX열차 장성역과 함께 운행 재개
- 2020년 3월 1일 : 누리로 운행 종료
- 2020년 3월 2일 : 태백선 누리로 운행으로 호남선 1421, 1424, 1425, 1426 열차는 무궁화호로 변경 운행 개시
- 2023년 9월 1일 : ITX-마음 운행 개시

## 역 구조
상하행 분리형 승강장으로 1번 승강장과 4번 승강장 사이에 2선의 KTX 통과선이 있으며, 여객 취급에 사용되는 선로 외 화차 취급을 위한 유치선이 있다. 파란색 승강장은 KTX, 회색 승강장은 일반열차 승강장이다.

### 승강장
| ↑신태인(호남선) /↑익산(호남고속선)    |
| \| ８７ \| ６５ \| ４ \| １           |
| 백양사(호남선)↓/광주송정(호남고속선)↓ |

| 1 | 호남고속선 | KTX · SRT                              | 광주송정 · 나주 · 목포 방면                               |
|   | 호남고속선 | KTX · SRT                              | 통과선                                                    |
| 4 | 호남고속선 | KTX · SRT                              | 익산 · 용산 · 수서 · 서울 · 행신 방면                     |
| 5 | 호남선     | KTX · ITX-새마을 · ITX-마음 · 무궁화호 | (KTX) 목포 방면                                           |
| 6 | 호남선     | KTX · ITX-새마을 · ITX-마음 · 무궁화호 | 백양사 · 장성 · 보성 · 순천 · 광주송정 · 나주 · 목포 방면 |
| 7 | 호남선     | KTX · ITX-새마을 · ITX-마음 · 무궁화호 | 익산 · 서대전 · 천안 · 수원 · 용산 방면                   |
| 8 | 호남선     | KTX · ITX-새마을 · ITX-마음 · 무궁화호 | (KTX) 용산 방면                                           |

## 역 주변
- 내장산
- 새만금 방조제
- 변산반도
- 내소사

## 인접한 역
이 역을 운행하는 열차는 주로 용산역·목포역·광주역을 기점으로 운행된다.
| 호남선 (KTX)     | 호남선 (KTX)                  | 호남선 (KTX)          |
| ---------------- | ----------------------------- | --------------------- |
| 익산 행신 방면   | KTX 호남선                    | 광주송정 목포 방면    |
| 김제 서울 방면   | KTX 호남선 서대전 · 김제 경유 | 장성 목포 방면        |
| SRT              |                               |                       |
| 익산 수서 방면   | SRT 호남선                    | 광주송정 목포 방면    |
| 호남선           |                               |                       |
| 신태인 용산 방면 | ITX-새마을 호남선             | 장성 목포 방면        |
| 신태인 용산 방면 | ITX-새마을 광주선             | 백양사 광주 방면      |
| 신태인 용산 방면 | 무궁화호 호남선               | 백양사 목포·광주 방면 |
| 전라선           |                               |                       |
| 김제 용산 방면   | ITX-마음 전라선               | 장성 목포 방면        |

## 사진

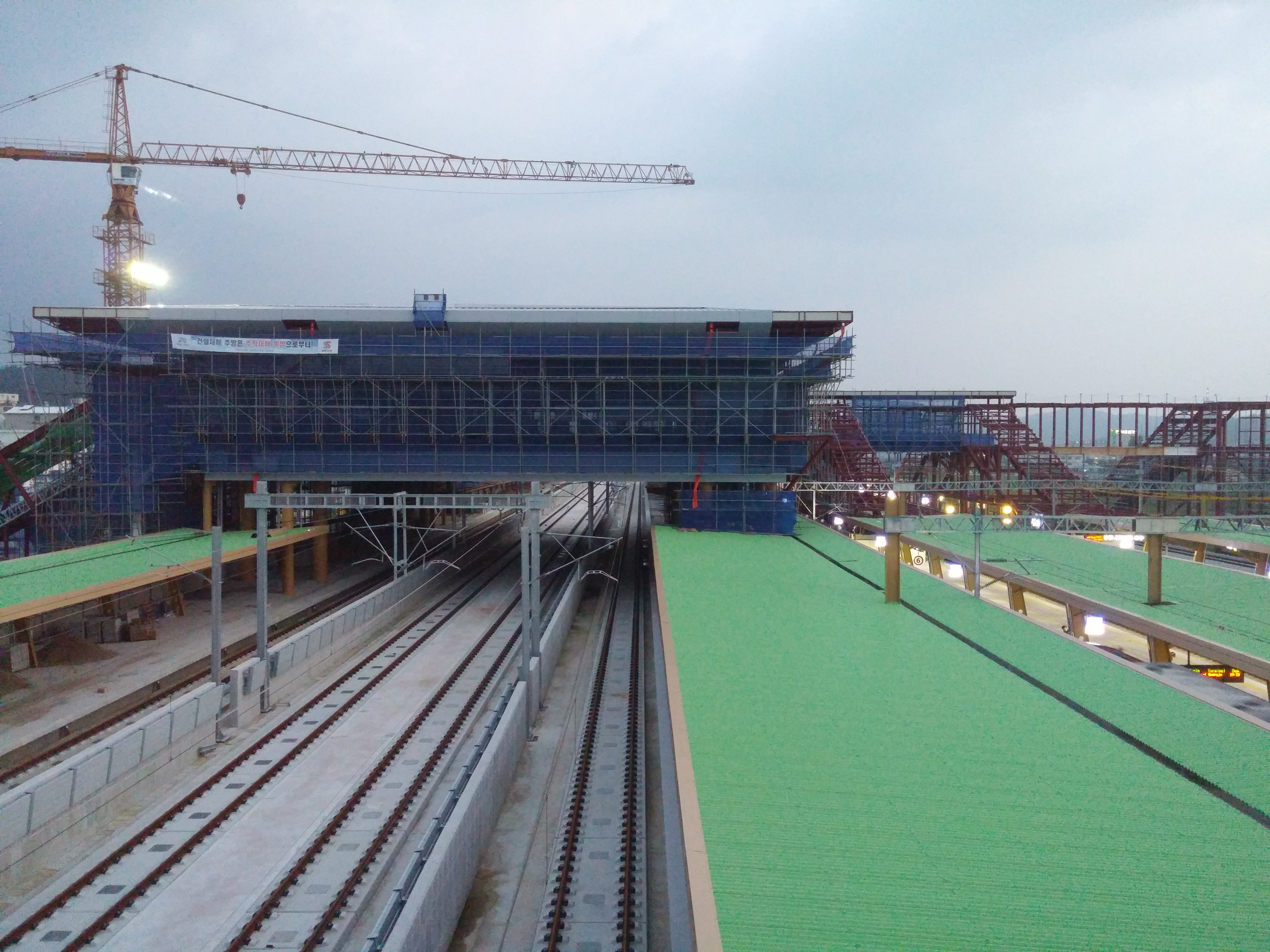
건설중인 정읍역 신역사
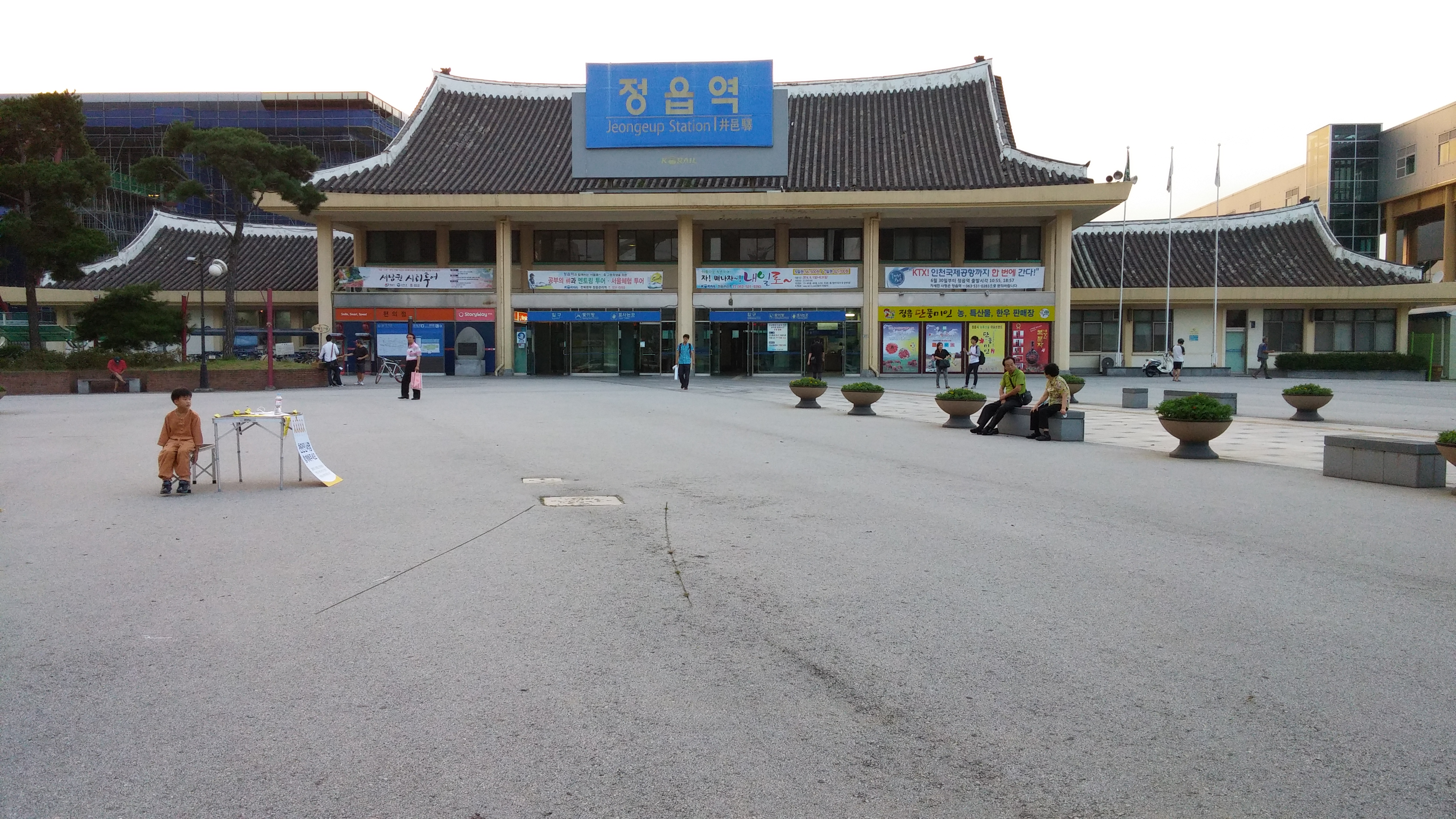
정읍역 구 전경
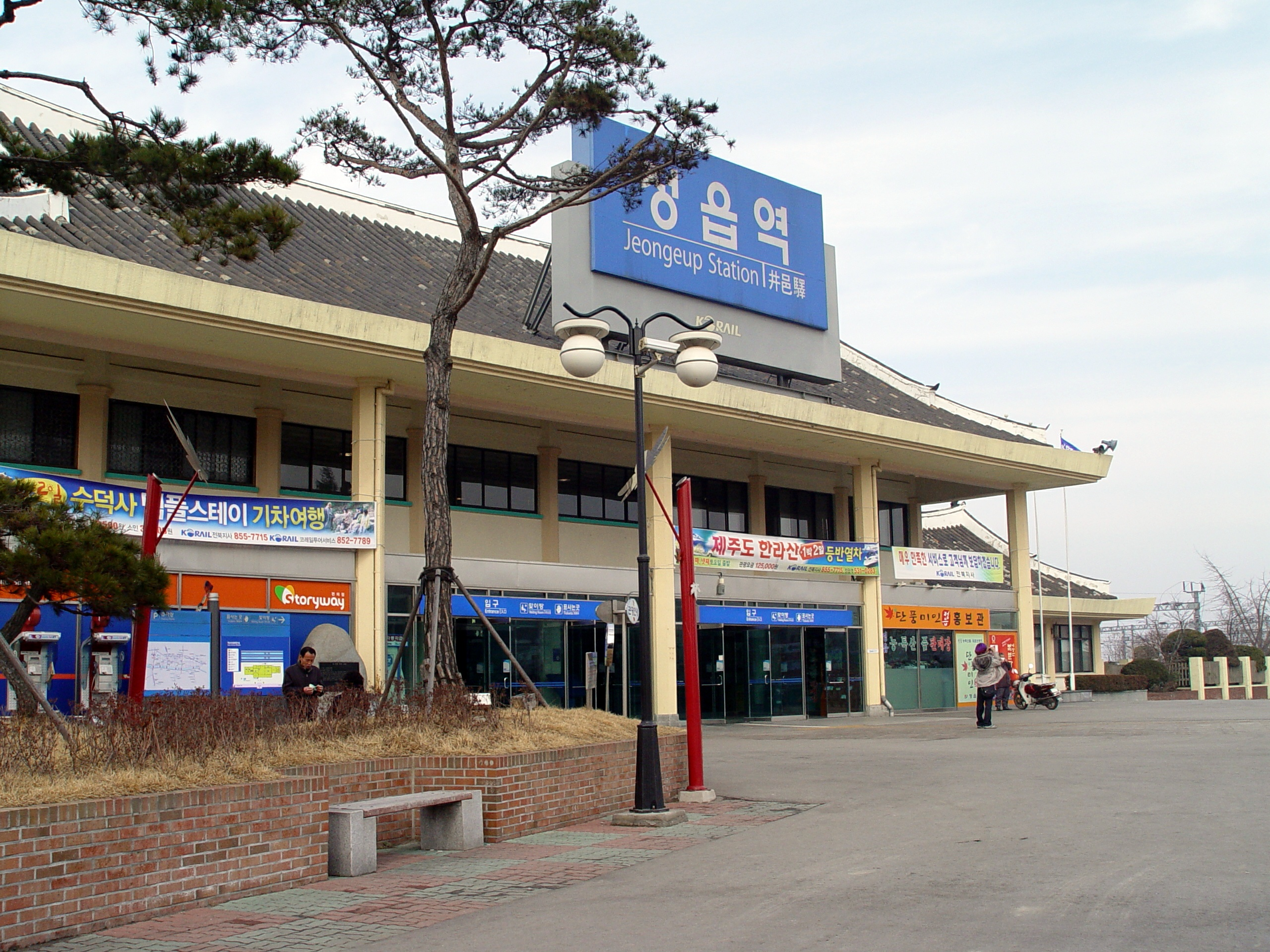
정읍역  구 측면부